# Faysal Ben Ahmed
Faysal Ben Ahmed (arab. فيصل بن أحمد) (ur. 7 marca 1973
roku) – tunezyjski piłkarz występujący na pozycji pomocnika.

## Kariera klubowa
Faysal Ben Ahmed zawodową karierę rozpoczynał w 1997 roku gdy trafił do Espérance Tunis. W zespole tym występował przez kolejne pięć lat. Z klubem z Tunisu zdobył pięciokrotnie mistrzostwo Tunezji w 1998, 1999, 2000, 2001 i 2002, puchar Tunezji 1999 i Puchar Zdobywców Pucharów Afryki 1998.
W 2002 przeszedł do AS Djerba. Ostatnim klubem w jego karierze był Club Olympique des Transports, gdzie zakończył karierę w 2004 roku

## Kariera reprezentacyjna
W reprezentacji Tunezji Faysal Ben Ahmed zadebiutował w 1998 roku.
W 1998 Faysal Ben Ahmed wystąpił na Mistrzostwach Świata, na których zespół prowadzony przez Henryka Kasperczaka nie wyszedł z grupy i odpadł z turnieju. Na imprezie tej Faysal Ben Ahmed zagrał w jedynie w meczu z reprezentacją Kolumbii, w którym wszedł na boisko w 73 min. zmieniając Zoubeira Bayę. Uczestniczył w eliminacjach następnych Mistrzostw Świata, jednak na finały już nie pojechał.